# Kelmė
 Kelmė  escoltar (?·pàg.) és una ciutat al centre de Lituània al comtat de Šiauliai, amb una població a la ratlla d'11.000 habitants. És el centre municipal i administratiu del districte municipal de Kelmė.

## Història
Abans de la Segona Guerra Mundial, Kelmė (en ídix: Kelm) va ser la llar d'un famós col·legi rabínic, el Talmud Torá Kelm.
Segons un cens de 1897,de 3914 habitants de Kelmė, 2710 eren membres de la població jueva de la ciutat, la gran majoria dels quals eren comerciants i vivien en el poble.

## Ciutats agermanades
- Biłgoraj, Polònia
- Hódmezővásárhely, Hongria